# محسن الغساني
محسن صالح الغساني (مواليد 1997م) لاعب كرة قدم عماني، يلعب كمهاجم في نادي السويق العماني.